# Santa Rita (Copán)
Santa Rita è una città dell'Honduras facente parte del dipartimento di Copán.
Il comune venne istituito nel 1875 ed ottenne lo status di città il 7 marzo 1947.